# Nurnus
Nurnus là một đô thị thuộc tỉnh Kotayk, Armenia. Dân số ước tính năm 2011 là 558 người.